# Adriënne Herzog
Adriënne Herzog (Amersfoort, 30 september 1985) is een Nederlandse atlete, die zich heeft toegelegd op de middellange en lange afstand. Zij behaalde gedurende haar juniorentijd zowel op de baan als bij het veldlopen diverse nationale titels en veroverde in 2003 op de 3000 m een bronzen medaille tijdens de Europese jeugdkampioenschappen in Tampere. Als senioratlete behaalde Herzog tienmaal nationaal goud en werd in 2007 tweede op de Europese veldloopkampioenschappen in de categorie onder 23 jaar.

## Biografie

### Als A-pupil begonnen
Adriënne Herzog startte haar atletiekcarrière bij de A-pupillen (leeftijdcat. 9-11 jr.). 'Daarvoor had ik intensief aan turnen gedaan, maar met mijn vader ging ik wel eens hardlopen. Hij is Nederlands langlaufkampioen geweest en liep 's zomers veel als training. Ik vond dat lopen zó leuk dat ik op atletiek ben gegaan'. Adriënne bemerkte al gauw, dat ze de jongens er uitliep en dat gaf haar een forse stimulans. Ze koos dus al vrij snel voor de langere loopnummers.
In 2000 kreeg ze een tegenslag te verwerken. Herzog gaf openlijk toe dat zij in die tijd leed aan anorexia. 'Veel meisjes hebben daar mee te kampen'. Ze had veel hulp nodig om er weer boven op te komen. 'Maar dezelfde kracht waarmee ik me op het vermageren stortte, gebruikte ik later om te herstellen. En nu ik normaal, maar stevig train, voel ik dagelijks dat ik dat nooit zou kunnen volhouden zonder goed te eten', aldus de atlete in 2001.

### Progressie
Hoewel professionele hulpverleners twijfelden aan de voortzetting van Herzogs atletiekcarrière, bewees Adriënne sindsdien over hoeveel talent ze beschikt. Ze nam vanaf 2001 tot en met 2006 deel aan vrijwel alle Europese en wereldkampioenschappen voor junioren en neosenioren die er maar op de baan en in het veld werden georganiseerd en haar prestatiecurven over die periode vertonen vrijwel constant opgaande lijnen. Ze eindigde tijdens dergelijke toernooien verschillende keren in de voorste gelederen, met de bronzen medaille in 2003 in Tampere wellicht als meest in het oog springende resultaat.

### Eremetaal na tegenslag
Ook in 2007 startte Adriënne Herzog met het winnen van de titel bij de Nederlandse veldloopkampioenschappen. De jonge seniore had zich in enkele jaren tijd in Nederland (Lornah Kiplagat en Hilda Kibet niet meegerekend) ontwikkeld tot een van de favorieten in deze discipline. En in mei van dat jaar voldeed Herzog aan de limiet voor het Europees kampioenschap voor atleten onder 23 jaar door de 1500 m te lopen in 4.15,99. In het Hongaarse Debrecen zou zij zich echter niet laten zien, want een enkelblessure die zij begin juni had opgelopen, maakte dat zij onvoldoende fit was voor dit toernooi. Het zomerseizoen liep ze nauwelijks wedstrijden. Eind oktober maakte Herzog bij een cross in Dwingeloo haar rentree, waarna in de eerste helft van november in de Groninger Plantsoenenloop en de Tilburgse Warandeloop haar vorm weer voldoende werd bevestigd. Bij de Europese veldloopkampioenschappen in het Spaanse Toro bleek Herzog op 9 december weer op niveau te zijn: bij de vrouwen onder 23 jaar behaalde zij een zilveren medaille. Slechts de Roemeense Ancuța Bobocel was te sterk voor de Nederlandse, al was haar voorsprong bij de finish slechts tot een schamele twee seconden gereduceerd. Adriënne Herzog behaalde hiermee haar beste internationale resultaat tot dan toe.
Het jaar werd afgesloten met een overwinning op de 6 kilometer lange Sylvestercross in Soest op 31 december 2007.

### Ziekte verstoort seizoen
Adriënne Herzog ging in 2008 voortvarend van start door op 2 maart voor de vierde achtereenvolgende maal in Gilze-Rijen de Nederlandse titel te veroveren op de lange veldloop. Herzog won de 6.300 meter lange cross in 23 min 59 s en bleef in de eindsprint Miranda Boonstra een seconde voor. Deelname aan de wereldkampioenschappen veldlopen in Edinburgh eind maart ambieerde zij ondanks haar winst echter niet, aangezien ze het onhandig vond om te moeten pieken in een periode waarin zij zich wilde voorbereiden op het zomerseizoen, met name op de 800 en (vooral) 1500 m.
Haar plannen konden echter in de prullenmand toen eind juni aan het licht kwam, dat zij waarschijnlijk al geruime tijd met een Pfeiffer-virus had rondgelopen. Sindsdien deed ze slechts een lichte duurlooptraining en was alles erop gericht om door veel te slapen en gezond te leven het virus te laten verdwijnen en weer fit te worden. In augustus was zij echter weer voldoende hersteld en ging zij voor een drieweekse stage naar Albuquerque (New Mexico) om, zoals zij het op haar eigen website uitdrukte, 'mijn batterij opnieuw op te laden en mijn trainingsvolume te vergroten', ter voorbereiding op het winterseizoen.
Het bleek een goede stap. Terug in Nederland voelde ze zich weer als vanouds en zat ze al spoedig in haar vertrouwde trainingsritme. Het eerste bemoedigende resultaat was daarna haar overwinning op de 7 km van Hattem in september, die zij in 24 minuten won. Vervolgens liep ze in oktober op de 4 mijl van Groningen een tijd net beneden de 21 minuten: 20.59,9, een nieuw parkoersrecord. En ruim een maand later, op de Warandeloop in Tilburg vocht ze zich, terwijl het hevig sneeuwde, achter winnares Hilda Kibet naar een uitstekende tweede plaats, nadat ze in de laatste meters de Belgische Veerle Dejaeghere van zich had afgeschud, die zij in een cross nog nooit eerder had verslagen.
Het bleek de opmaat voor haar optreden tijdens de EK veldlopen in Brussel in december, waar Adriënne Herzog achter een opnieuw ongenaakbare Hilda Kibet een zeer goede zesde plaats voor zich opeiste. Gezien ook haar tweede plaats op het EK voor neosenioren in 2007 bleek Herzog in dit metier dus goed mee te kunnen met de Europese top. Ten slotte sloot ze het jaar in stijl af door, evenals in 2007, in Soest de Sylvestercross te winnen in een tijd (23.03) die driekwart minuut sneller was dan het jaar ervoor.

### In het teken van de WK
Aan het begin van 2009 was het Adriënne Herzogs plan om eerst toe te werken naar de Europese indoorkampioenschappen in Turijn, waarna zij zich vervolgens in de zomer op de wereldkampioenschappen in Berlijn zou concentreren. Voor Turijn werd allereerst gedacht aan de 3000 m, maar ook een snelle 1500 m bleef een mogelijkheid. In Brussel op de EK veldlopen in december had de atlete van Groningen Atletiek echter iets verdraaid in haar linkerknie waar Herzog, die zich aan het begin van het jaar inmiddels had laten overschrijven naar het Apeldoornse AV '34, de eerste maanden van 2009 last van bleef ondervinden. De daardoor opgedane trainingsachterstand was dusdanig, dat zij al snel besloot om te stoppen met indoorwedstrijden en zich volledig op het buitenseizoen en de WK te richten.
Na een eerste conditietest tijdens een stratenloop in Luzern in april, waarin zij op de ongeveer 4250 meter een goede derde plaats behaalde in 13.20, had Herzog voldoende vertrouwen opgebouwd om bij de FBK Games op 1 juni 2009 een serieuze aanval te doen op de WK-limiet voor de 1500 m. Die poging slaagde. Achter de ongenaakbare Gelete Burka, die de wedstrijd in Hengelo won in 3.58,79, snelde Herzog naar 4.07,33, bijna vier seconden sneller dan ooit tevoren en goed genoeg voor Berlijn. Op de Besten Aller Tijden lijst steeg ze er in één klap mee naar de vijfde Nederlandse tijd ooit. En hoewel zij aan het eind van diezelfde maand op deze lijst alweer werd gepasseerd door Susan Kuijken, die het in Uden met 4.05,87 nog net weer even een tandje sneller deed dan Herzog, liet zij in juli zien dat haar Hengelose prestatie geen eendagsvlieg was geweest: op 25 juli snelde zij bij internationale wedstrijden in Barcelona op de 1500 m naar een derde plaats in 4.06,07, alweer sneller dan in Hengelo.

### Overstap naar Spanje
Herzogs deelname aan de wedstrijden in Barcelona had mede te maken met de verandering die zij kort ervoor had ondergaan: van het Apeldoornse AV '34 was de studente in de journalistiek overgestapt naar Spanje, waar zij een nieuwe uitdaging zocht. Herzog: "In Nederland had ik mijn top wel bereikt. Ik werd niet meer geïnspireerd, vond niet genoeg tegenstand om gemotiveerd te blijven. In Spanje vond ik een nieuwe coach, Manuel Pascua Piqueras. Hij had veel mensen aan medailles geholpen. Door me aan te sluiten bij die trainingsgroep kon ik bijvoorbeeld trainen met de Europees kampioen op de 1500 meter." Adriënne Herzog sloot zich aan bij het Spaanse FC Barcelona, waarin naast voetbal vele andere sporten waren vertegenwoordigd en waar Pascua aan was verbonden. Als woonplaats koos zij voor Madrid.
Intussen was in Nederland duidelijk geworden dat Kuijken en Herzog, gezien de eerder gerealiseerde PR-prestaties, aan elkaar waren gewaagd. Maar op de Nederlandse kampioenschappen, het weekend na Barcelona, meden de twee Nederlandse 1500 metercoryfeeën elkaar. Susan Kuijken verkoos de 800 m, waardoor Adriënne Herzog in het Amsterdamse Olympisch Stadion zonder noemenswaardige tegenstand in 4.19,04 naar haar derde titel op dit nummer snelde.
Enkele weken later op de WK in Berlijn ging Herzog in haar serie op de 1500 m weliswaar lang mee in de kopgroep, maar voelde zich op 100 meter van de finish sterk verzuren en kon zich toen als negende in 4.10,10 net niet kwalificeren voor de finale; ze kwam een krappe halve seconde te kort. 'Dat is wel heel zuur. Maar het is wel goed te merken dat ik er dicht bij zit,' aldus de teleurgestelde Nederlandse na afloop.
Na een tweede plaats gehaald te hebben tijdens de Warandeloop en zich op die manier te plaatsen voor de EK veldlopen in Dublin, sloot ze het seizoen succesvol af door in Dublin een bronzen medaille te winnen.

### Eerste deel 2010: EK indoor en NK
In 2010 ontwikkelde Herzogs atletiekloopbaan zich aanvankelijk zoals gebruikelijk. Ze wist zich te kwalificeren voor de wereldindoorkampioenschappen in Doha, waar zij deelnam aan de 3000 m. Nadat zij zich in de series met 8.53,24 had gekwalificeerd voor de eindstrijd, kwam zij er in de finale niet aan te pas. Twee harde wedstrijden op twee achtereenvolgende dagen bleken voor haar nog net even te veel van het goede. In 9.12,99 eindigde zij in de achterhoede.
Op de Nederlandse kampioenschappen in juli ontweken Susan Kuijken en Adriënne Herzog elkaar opnieuw. Kuijken had zich op de 1500 m al eerder verzekerd van deelname aan de Europese kampioenschappen in Barcelona en koos, net als in 2009, voor de 800 m. Adriënne Herzog, die op dat moment nog niet verder was gekomen dan 4.14,37 in juni, stond dus voor de zware opgave om op de NK te proberen alsnog de limiet voor Barcelona te bedwingen. Dat lukte bij lange na niet, al liep ze een moedige race. Tot overmaat van ramp werd haar in het Olympisch Stadion in Amsterdam in de eindsprint de titel voor de neus weggekaapt door Marije te Raa. Tijden: 4.21,02 om 4.21,06.

### Studie
Adriënne Herzog studeerde tot 2008 rechten in Groningen, maar stapte vervolgens over naar de School voor de Journalistiek in Zwolle. Ze was tot 2009 lid van atletiekvereniging Groningen Atletiek, maar sloot zich in 2009 aan bij het Apeldoornse AV'34, om ten slotte nog in datzelfde jaar naar Spanje te verhuizen en te gaan trainen onder de vlag van FC Barcelona.

## Operación Galgo

### Start operatie
In 2010 begint de 'Guardia Civil' in Spanje een onderzoek naar doping in de atletiek, Operación Galgo (Operatie Windhond). Het komt onder de aandacht van het publiek door huiszoekingen en arrestaties van een aantal high-profile atleten, coaches en dokters. Hierbij werd op 9 december 2010 de coach van Herzog, Manuel Pascua Piqueras, opgepakt als een van de hoofdverdachten. Pascua verklaart dat er een telefoongesprek was geweest met Adriënne Herzog, waarbij deze hem aangaf dat ze epo wilde gebruiken om Europees kampioene te worden. Manuel Pascua zegt dan dat epo gemakkelijk traceerbaar is en dat het bloeddoping geschikter is, omdat dit bijna niet traceerbaar is. Manuel Pascua gaf Adriënne Herzog naam en telefoonnummer van Alberto Leon, oud-mountainbiker en tevens een van de andere hoofdverdachten van deze zaak.
 Leon pleegde niet lang daarna zelfmoord.
Overigens is Herzog nooit in staat van beschuldiging gesteld, gezien eventueel dopinggebruik op zichzelf niet strafbaar is in Spanje, in tegenstelling tot de handel en het verstrekken van doping.

### Overige uitgelekte feiten
Uit uitgelekte onderzoeksrapporten bleek dat Pascua heeft verklaard dat Herzog daadwerkelijk een bezoek aan Leon gebracht heeft, om bloed af te tappen. Pascua verklaart tevens dat Herzog en Léon met elkaar hebben gesproken en tot overeenstemming zijn gekomen. Pascua beweerde bovendien dat hij zeker weet dat zij ook daadwerkelijk bloed heeft afgestaan met het doel om het weer terug te zetten kort voor het EK cross in Portugal op 9 december 2010. Dat is de datum waarop Pascua met een andere atleet van hem, Alem Bezabeh, is aangehouden toen zij op weg waren naar Alberto Léon om bloed te laten terugzetten. Pascua verklaart dus tegenover de politie dat Herzog op diezelfde dag stond gepland voor een behandeling bij Léon.
Verder verklaart Pascua hoe de dopingschema's die tijdens een huiszoeking in beslag zijn genomen, ontcijferd moeten worden. In deze schema's worden kruisjes gezet op data waarop de betreffende atleet of atlete in topvorm moet zijn, terwijl de doping dan juist tot een ontraceerbaar niveau is gedaald. De data in het schema dat aan Herzog zou toebehoren komen overeen met EK- en WK-wedstrijden waaraan zou zij meedoen.

### Ontkenning Herzog
Herzog ontkende de aantijgingen in de Spaanse pers met klem.
Herzog stapte als gevolg van de ondervraging door de politie en de ontstane persoonlijke druk uit het EK veldlopen in Albufeira in december 2010.

### Nasleep
Driekwart jaar later, in augustus 2011, werd aangegeven dat het onderzoek wat betreft Adriënne Herzog geen gevolgen heeft. Het justitieel onderzoek naar Operacion Galgo was afgerond en er was onvoldoende bewijs gevonden tegen Pascua. Onder andere doordat de rechter alle telefoontaps, inclusief bewijs verkregen door informatie uit telefoontaps, nietig verklaarde. De Atletiekunie, die zich altijd terughoudend had opgesteld in de zaak, reageerde opgelucht en ging ervan uit, dat zij dus geen maatregelen tegen Adriënne Herzog zou behoeven te nemen.

### Gelekte e-mails
In 2010 publiceerde de Volkskrant e-mails die het epo-gebruik van Herzog zouden moeten bewijzen.
Op 13 augustus 2013 kwam Vrij Nederland met een  samenvatting van 350 e-mails die Herzog onder verschillende schuilnamen met dopingleveranciers zou hebben gewisseld.

### Schorsing
Op 13 mei 2014 schorste de Nederlandse Atletiekunie Herzog voorlopig naar aanleiding van een positieve uitslag van een dopingtest die op 16 maart 2014 in Amerika was uitgevoerd. De Dopingautoriteit had de unie hiervan op 9 mei 2014 op de hoogte gebracht. Nadat de analyse van het B-monster ook positief was, werd de periode hangende de beroepsprocedure op twee jaar schorsing vastgesteld.

## Nederlandse kampioenschappen
| Onderdeel                 | Jaar                               |
| ------------------------- | ---------------------------------- |
| 1500 m                    | 2005, 2006, 2009                   |
| veldlopen (korte afstand) | 2004                               |
| veldlopen (lange afstand) | 2005, 2006, 2007, 2008, 2011, 2012 |

## Persoonlijke records
Outdoor
| Onderdeel      | Prestatie | Datum            | Plaats     |
| -------------- | --------- | ---------------- | ---------- |
| 800 m          | 2.06,18   | 19 mei 2006      | Groningen  |
| 1000 m         | 2.48,18   | 26 augustus 2005 | Brussel    |
| 1500 m         | 4.06,07   | 25 juli 2009     | Barcelona  |
| 1 Eng. mijl    | 4.43,13   | 14 augustus 2002 | Brasschaat |
| 3000 m         | 9.01,69   | 30 augustus 2006 | Rovereto   |
| 5000 m         | 15.42,24  | 8 april 2006     | Steenwijk  |
| 10 km          | 32.45     | 6 oktober 2013   | Marrakesh  |
| halve marathon | 1:11.40   | 20 oktober 2013  | Valencia   |

Indoor
| Onderdeel   | Prestatie | Datum            | Plaats     |
| ----------- | --------- | ---------------- | ---------- |
| 1500 m      | 4.20,29   | 28 januari 2009  | Metz       |
| 3000 m      | 8.53,24   | 12 maart 2010    | Doha       |
| 2 Eng. mijl | 9.37,75   | 20 februari 2010 | Birmingham |

## Prestatieontwikkeling
1500 m
- 2001: 4.34,95
- 2002: 4.19,22
- 2003: 4.20,29
- 2004: 4.21,79
- 2005: 4.16,32
- 2006: 4.11,16
- 2007: 4.14,01
- 2008: 4.14,00
- 2009: 4.06,07
- 2010: 4.14,37

3000 m
- 2001: 9.54,52
- 2002: 9.18,24
- 2003: 9.23,09
- 2004: 9.15,88
- 2005: 9.12,77
- 2006: 9.01,69
- 2007: -
- 2008: -
- 2009: 9.22,88 (ind.)
- 2010: 8.53,24 (ind.)

5000 m
- 2001: -
- 2002: 16.46,53
- 2003: 16.09,94
- 2004: 16.09,7
- 2005: 16.12,61
- 2006: 15.42,24
- 2007: 16.02,37
- 2008: -
- 2009: -
- 2010: 15.34,37

## Palmares

### 1500 m
- 2002:  NK - 4.27,70
- 2003:  NK - 4.20,29
- 2005:  NK - 4.23,82
- 2006:  NK - 4.19,56
- 2006: 17e EK, Göteborg - 4.11,16
- 2006:  Europacup B, Thessaloniki - 4.12,49
- 2009: 10e FBK Games - 4.07,33
- 2009:  NK - 4.19,04
- 2009: 9e in serie WK - 4.10,10
- 2010:  NK - 4.21,06

### 3000 m
- 2002: 10e WJK, Kingston - 9.31,15
- 2003:  EJK, Tampere - 9.26,01
- 2004: 7e WJK, Grosseto - 9.32,33
- 2005: 5e Europacup, Leiria - 9.22,23
- 2010: 12e WK indoor - 9.12,99

### 5000 m
- 2002: 13e WJK, Kingston - 16.46,53
- 2005: 7e EK U23, Erfurt - 16.26,84

### 10 km
- 2014:  NK 10 km in Schoorl - 33.05

### halve marathon
- 2013: 4e halve marathon van Valencia - 1:11.40
- 2013:  halve marathon van Philadelphia - 1:12.58
- 2014:  halve marathon van Egmond - 1:12.58

### overige afstanden
- 2008:  4 Mijl van Groningen - 21.00
- 2013:  Bay to Breakers - 40.42

### veldlopen
- 2001: 21e EK voor junioren (3150 m), Thun - 11.28
- 2002: 30e WK voor junioren (6070 m), Dublin - 22.00
- 2002: 5e EK voor junioren, Medulin - 12.30
- 2003: 12e Warandeloop - 22.04
- 2004:  NK (korte afstand, 3000 m) - 10.30
- 2004: 4e EK voor junioren (3640 m), Heringsdorf - 11.49
- 2005:  NK (6100 m) - 21.09
- 2005: 15e EK (6500 m), Tilburg - 20.28
- 2005: 6e Warandeloop - 20.32
- 2006:  NK (8150 m) - 27.55
- 2006: 7e EK U23 - 19.20
- 2007:  NK (6,7 km) - 24.41
- 2007:  EK U23 (6,7 km), Toro - 22.37
- 2007:  Sylvestercross (6000 m), Soest - 23.48
- 2007: 6e Warandeloop - 29.14
- 2008:  NK (6300 m) - 23.59
- 2008: 6e EK (8000 m), Brussel - 28.19
- 2008:  Sylvestercross (6000 m), Soest - 23.03
- 2009:  EK (8000 m), Dublin - 28.04
- 2009:  Warandeloop - 27.53
- 2010:  Warandeloop - 27.30
- 2010: DNF EK (8170 m), Albufeira
- 2011:  NK (Warandeloop = 8000 m) - 27.29
- 2011: 5e EK - 26.34
- 2012:  NK (Warandeloop) - 27.45
- 2012:  EK - 27.48
- 2013:  Sylvestercross (6000 m), Soest - 22.05